# Kerdalidec (Locmaria)
Kerdalidec est un hameau de la commune de Locmaria à Belle-Île-en-Mer dans le Morbihan.

## Toponymie
Kerdalidec vient du préfixe breton Ker : maison et de dalidec signifiant « bon accueil ».

## Histoire
Le village de Kerdalidec ne comptait que deux maisons et une douzaine de dépendances au début du XVIIe siècle.
En 1761, lors de la prise de Belle-Île-en-Mer, les Anglais débarqués à Port-Blanc, brûlent les maisons du village. Les fermiers se réfugient à Keroulep et à Kerdavid.
Le village a été reconstruit au début du XIXe siècle. 

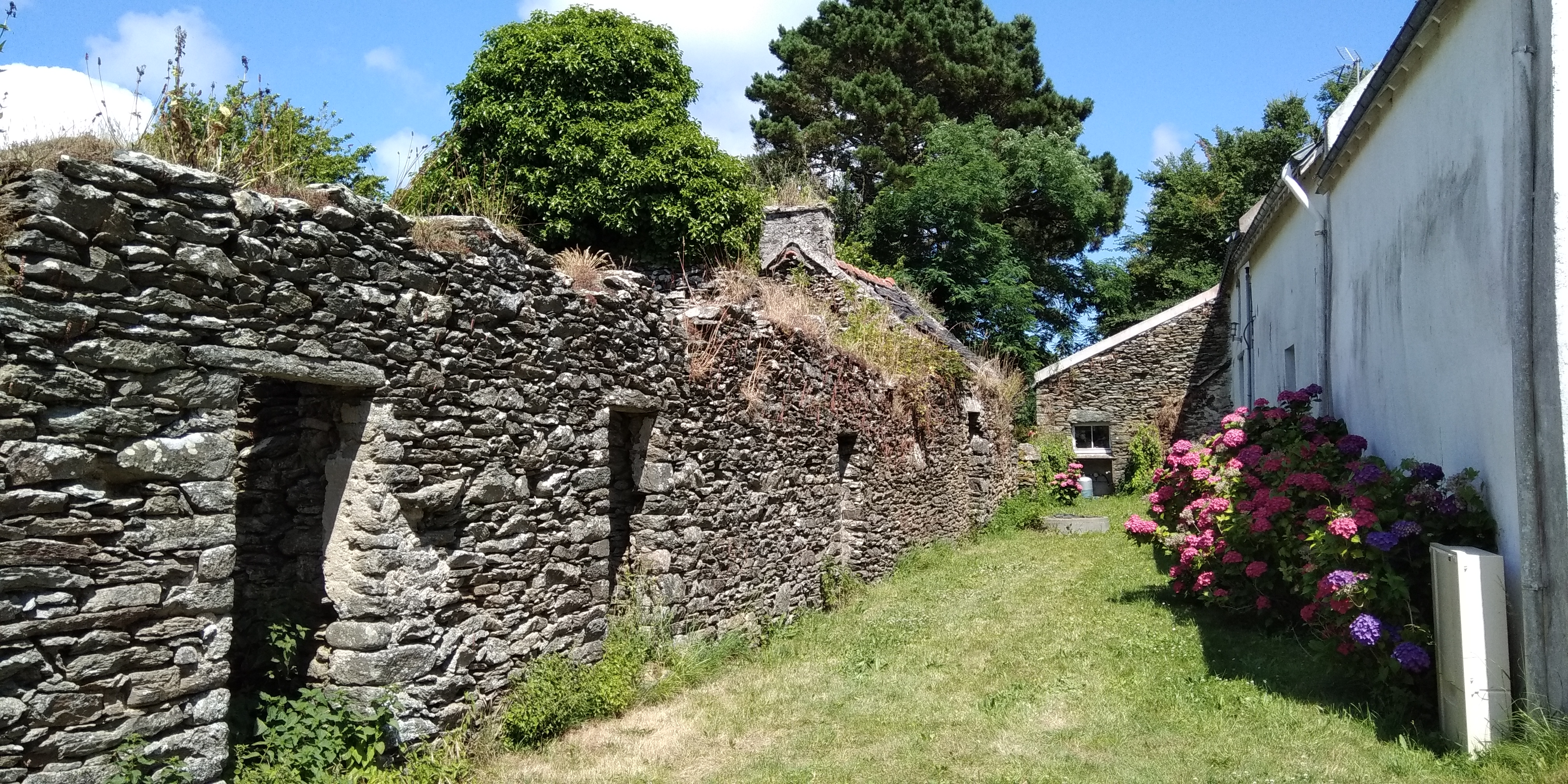
Ruine d'une longère incendiée par les Anglais en 1761[1].
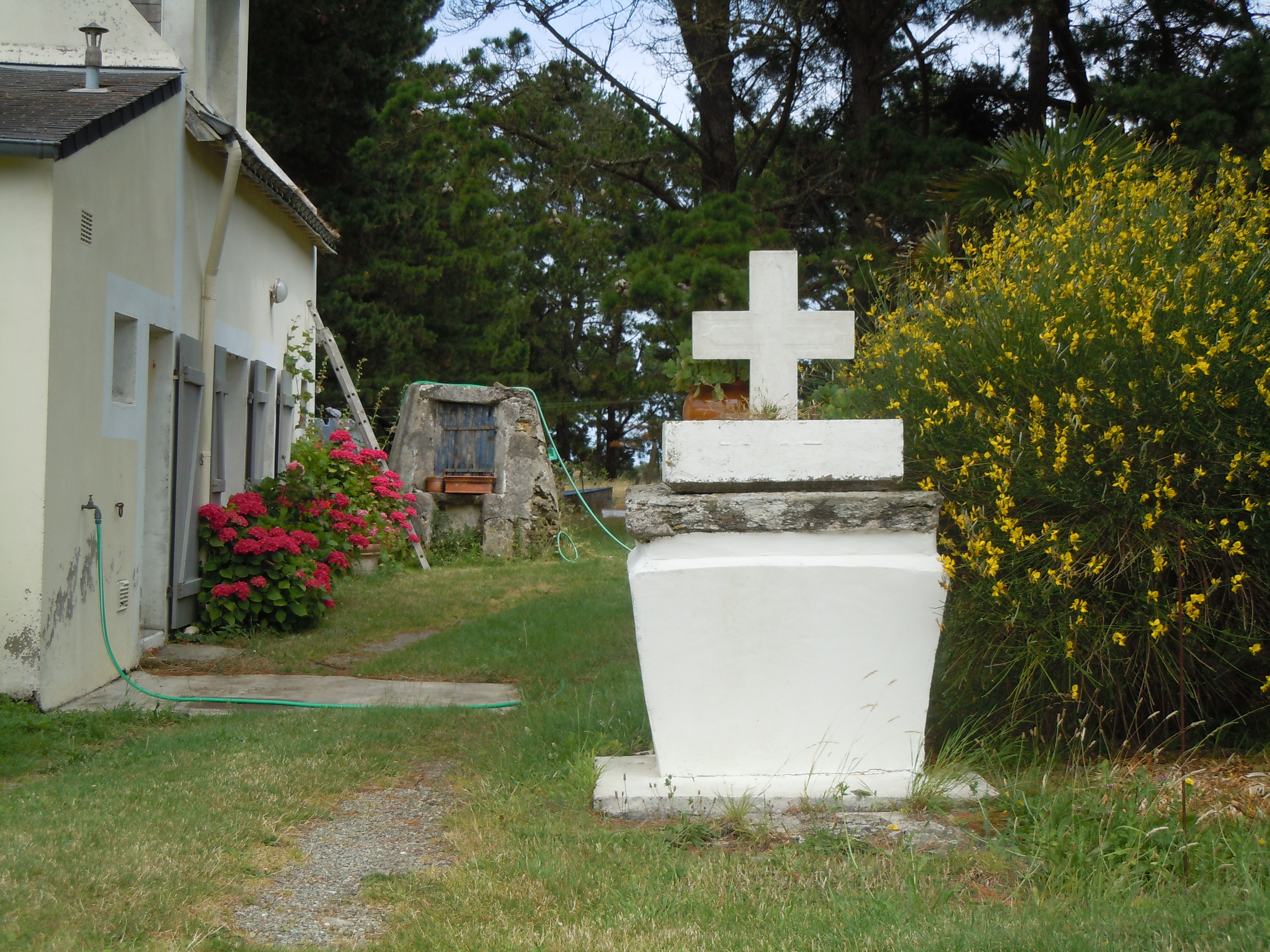
Croix de Kerdalidec à l'entrée du hameau.
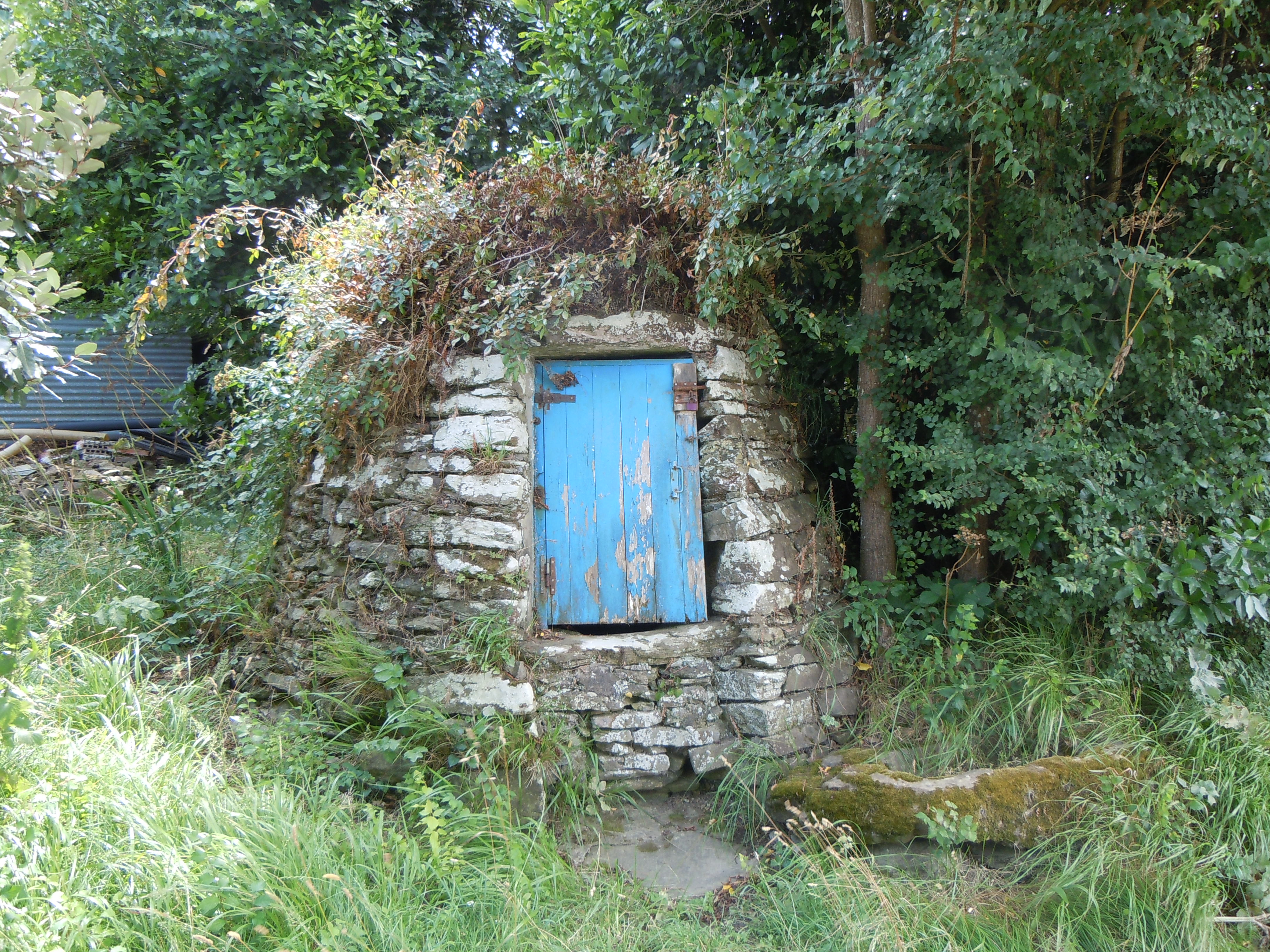
Puits couvert.